# بستی آیدم
بستی آیدم (انگلیسی: Betsy Aidem؛ زادهٔ ۲۸ اکتبر ۱۹۵۷) هنرپیشه، کارگردان اهل ایالات متحده آمریکا است. وی از سال ۱۹۸۲ میلادی تاکنون مشغول فعالیت بوده‌است.
از فیلم‌ها یا برنامه‌های تلویزیونی که وی در آن نقش داشته‌است می‌توان به بزرگ‌ترین شومن، پارتیزان، اعتراف‌کن و صبح تو را می‌بینم اشاره کرد.